# Antonine Mailletová
Antonine Mailletová (10. května 1929 Bouctouche, Nouveau-Brunswick – 17. února 2025 Montréal) byla kanadská frankofonní spisovatelka. Je jedinou Kanaďankou, která získala prestižní francouzské literární ocenění, Goncourtovu cenu. Stalo se tak v roce 1979 za knihu Pélagie-la-Charrette. V roce 1972 získala za knihu Don l'Orignal cenu generální guvernéra, nejprestižnější kanadské literární ocenění. V roce 1976 jí byl udělen Řád Kanady stupně důstojník, v roce 1981 stupně rytíř.
Vystudovala literaturu na Collège Notre-Dame d'Acadie (bakalářský titul 1950), Université de Moncton (magisterský titul 1959) a Université Laval (PhD 1971). Její dizertační práce nesla titul Rabelais et les traditions populaires en Acadie. K rabelaisovské tematice se často vracela i ve své literární tvorbě. Pracovala pro Canadian Broadcasting Corporation, přesněji pro frankofonní pobočku Radio-Canada, jako moderátorka a scenáristka. V letech 1989–2000 byla rektorkou Université de Moncton.
Udržovala dlouholetý partnerský vztah se španělsko-kanadskou divadelní režisérkou Mercedes Palomino.